# Christia zollingeri
Christia zollingeri là một loài thực vật có hoa trong họ Đậu. Loài này được (Schindl.) Bakh.f. miêu tả khoa học đầu tiên.